# Ненадович Григорій Герасимович
Григорій Герасимович Ненадович (1909, село Паліївка, тепер Маловисківського району Кіровоградської області — ?) — український радянський партійний діяч, секретар Ровенського, Ізмаїльського і Сумського обласних комітетів КПУ з питань ідеології.

## Життєпис
Народився в селянській родині. З 1924 року працював на Маловисківському цукровому заводі.
У 1929 році закінчив Зінов'євську кооперативну профшколу.
З 1931 року служив у Червоній армії.
Член ВКП(б) з 1932 року.
Після демобілізації працював викладачем Зінов'євського технікуму сільськогосподарського машинобудування.
У 1933—1934 роках — голова колгоспу «Нове життя» Одеської (тепер — Кіровоградської) області. У 1934—1935 роках — завідувач міжрайонних курсів підготовки та перепідготовки масових кадрів МТС і колгоспів у Одеській області.
У 1935—1937 роках — завідувач партійного кабінету Компаніївського районного комітету КП(б)У Одеській області.
У 1937—1941 роках — інструктор, завідувач сектора відділу пропаганди і агітації, заступник секретаря з пропаганди і агітації Миколаївського обласного комітету КП(б)У.
У 1941—1942 роках — на партійній роботі в Астраханській області РРФСР.
З березня 1942 по 1944 рік служив у Червоній армії, учасник німецько-радянської війни. Служив старшим інструктором політичного відділу з агітації і пропаганди 38-ї мотострілецької бригади Південного фронту, старшим інструктором, агітатором політичного відділу з агітації і пропаганди 7-ї гвардійської моторизованої стрілецької бригади 20-го танкового корпусу 61-ї армії Брянського фронту та 5-ї гвардійської танкової армії.
У лютому (затверджений в травні) 1944 — вересні 1949 року — в.о. секретаря, секретар Ровенського обласного комітету КП(б)У з пропаганди і агітації.
У вересні 1949—1952 роках — слухач Київської Вищої партійної школи при ЦК КП(б)У.
У вересні 1952 — січні 1954 року — секретар Ізмаїльського обласного комітету КПУ з пропаганди.
У жовтні 1954 — лютому 1955 року — інспектор ЦК КПУ.
У січні 1955 — 21 січня 1963 року — секретар Сумського обласного комітету КПУ з пропаганди.
У січні 1963 — 4 грудня 1964 року — секретар виконавчого комітету Сумської промислової обласної ради депутатів трудящих.
4 грудня 1964 — після 1967 року — секретар виконавчого комітету Сумської обласної ради депутатів трудящих.
Подальша доля невідома.

## Звання
- капітан
- гвардії майор

## Нагороди
- орден Трудового Червоного Прапора (23.01.1948)
- орден Вітчизняної війни ІІ ст. (10.04.1944)
- орден Червоної Зірки (16.09.1943)
- медаль «За бойові заслуги» (11.12.1942)
- медаль «За оборону Сталінграда» (22.12.1942)
- медаль «За перемогу над Німеччиною у Великій Вітчизняній війні 1941—1945 рр.» (1945)
- медалі